# Makoni
Makoni (Maconi, Macuni, Moaquanhi), pleme istočnobrazilskih Indijanaca s rijeke río Caravelas i oko Alto do Boisa u državi Minas Gerais. Jezično su pripadali porodici machacalian, velika porodica Macro-Ge.